# Šlágr TV
Šláger Originál je „československá lidová televize“, s velmi různorodým programem, kde se hrají především dechovky a kapela Peterka a spol.
Od listopadu 2012 vysílá také přes digitální pozemní vysílání. Pětiletou smlouvu na vysílání v celoplošném pozemním DVB-T multiplexu 3 podepsala ke konci března 2013 s jejím provozovatelem, společností Czech Digital Group (CDG). 28. srpna 2020 bylo vysílání stanice v multiplexu 3, multiplexu 23 a přechodové síti 12 ukončeno. O den později se stanice přesunula do Multiplexu 24 a Regionální sítě 7, která 31. října ukončila své vysílání.
Mezi časté moderátory TV patří Petr Šiška, Petr Jančařík, Franta Uher a další. Stanice je mezi seniory a milovníky dechovek velmi populární.

## Pořady uváděné Šlágrem Originál
- Písničky na přání (uvádí Jana Peterková)
- Dobré Šlágr odpoledne
- Novinky na Šlágru
- Dobrý Šlágr večer (Večerní posezení s Jiřím Pospíšilem a jeho hostem)
- Silvestr Šlágru (silvestrovský díl)
- Ta nejlepší
- Večer ještě nekončí
- Vstáváme s dechovkou
- Country ráno
- Dechovko hraj
- Dechovka, to je naše (uvádí Ladislav Kubeš)
- Šlágr Studio
- Mezi námi muzikanty
- Moravský, Český, Slovenský Koláč
- Veselobraní
- Hitparáda Country Devítka (uvádí Josef Zoch)
- Dechparáda Dvanáctka
- Slovensko sa zabává
- Zlatá dychovka
- Šlágr studio
- Odpolední čaje
- Block Na dobrou Šlágr noc Vám hrají
- Muzika k usínání
- Vstávání s Abecedou
- Šlágr Jedničky
- Půlhodinka s A. Romanovem
- Čas pro méně hrané
- Dolejte řediteli